# A’erla
A'erla (kinesiska: 阿尔拉, 阿尔拉镇) är en köping i Kina. Den ligger i den autonoma regionen Inre Mongoliet, i den norra delen av landet, omkring 1 300 kilometer nordost om regionhuvudstaden Hohhot. Antalet invånare är 12 994. Befolkningen består av 6 170 kvinnor och 6 824 män. Barn under 15 år utgör 17,0 %, vuxna 15-64 år 78 %, och äldre över 65 år 3,0 %.
Runt A'erla är det ganska glesbefolkat, med 29 invånare per kvadratkilometer. Närmaste större samhälle är Xiwa'ertu, 12,5 km öster om A'erla. Trakten runt A'erla består till största delen av jordbruksmark.
Genomsnittlig årsnederbörd är 734 millimeter. Den regnigaste månaden är juli, med i genomsnitt 218 mm nederbörd, och den torraste är februari, med 8 mm nederbörd.